# Goniębicki
Goniębicki (Żegrowski, Trzy Liście) – polski herb szlachecki znany z trzech wizerunków pieczętnych.

## Opis herbu
Opis z wykorzystaniem zasad blazonowania, zaproponowanych przez Alfreda Znamierowskiego:
W polu gałązka z sześcioma listkami jakby lipy, barwy nieznane.
Klejnot: nieznany.

## Najwcześniejsze wzmianki
Pieczęć z 1566 M. Goniębickiego A. Żegrowskiej z 1563 i P. Żegrowskiego z 1566.

## Herbowni
Identyczny herb przysługiwał przynajmniej dwóm rodzinom herbownych:
Goniębicki, Żegrowski.